# Brianhuntleya
Brianhuntleya là chi thực vật có hoa trong họ Aizoaceae.